# 菲律賓駐日本大使館
菲律賓駐日本大使館（日语：駐日フィリピン大使館）是菲律宾共和国驻日本国的最高外交代表机构，于1944年开馆，现位于東京都港区六本木5-15-5，现任大使为Mylene J. Garcia-Albano。

## 歷史
菲律賓駐日本大使館於成為日本傀儡的菲律賓第二共和國成立後不久設立，這是菲律賓首次在外國設立大使館。
第二共和國成立一周後的1943年10月25日，何塞·帕西亞諾·勞雷爾總統任命豪爾赫·B•巴爾加斯擔任駐日本大使。他曾擔任馬尼拉市長和菲律賓第二共和國執行委員會主席。巴爾加斯於1944年2月10日抵達東京就職，大使館於1944年3月24日正式開館。
儘管大使館已經正式運作，但戰前的菲律賓自由邦從未承認其設立，並隨著日本在二戰中戰敗而被迫關閉。1946年7月4日菲律賓從美國獨立後，曼努埃爾·羅哈斯總統以盟軍最高統帥的身份寫信給道格拉斯·麥克阿瑟將軍，要求將大使館工作人員移交給菲律賓當局，並要求改建為賠償委員會的宿舍，該委員會將敦促日本賠償戰爭期間造成的損失。駐日盟軍總司令隨後從大使館大樓沒收了第二共和國教育部長勞雷爾·奧西亞斯和卡米洛·奧西亞斯家族的珠寶，這些珠寶後來被移交給菲律賓政府。
1948年埃爾皮迪奧·季里諾擔任總統期間，大使館被特殊使團臨時掌控。1956年，日本和菲律賓簽署了解決戰時賠償問題的協議，從而實現了兩國關係正常化，國會在季里諾的繼任者拉蒙·麥格塞塞的敦促下通過了第1611號共和國法案，領導日本與菲律賓談判的費利諾·內裡將成為菲律賓駐日本新大使。
大使館最初在安田官邸（今天被稱為九段）運作，直到1958年首次遷至六本木。1976年，遷至澀谷的南平大町，隨後於2003年迁回六本木。
2023年，大使館的领区擴大到包括馬紹爾群島、密克羅尼西亞聯邦和帕勞，此前這三個國家的使團任務由菲律賓駐華盛頓大使館管理。